# Guillaume Wintz
Frédéric Guillaume Wintz, auch Wilhelm Wintz (* 19. Oktober 1824 in Köln; † 24. Februar 1899 in Paris), war ein deutsch-französischer Landschafts- und Tiermaler der Düsseldorfer Schule und der Schule von Barbizon.

## Leben
Wintz wuchs in Köln auf. Er und sein Bruder Johann Joseph Wintz (* 1820), ein Porträt- und Miniaturmaler, der kurzzeitig die Königliche Akademie der Bildenden Künste in München besucht hatte, beschickten in den 1840er Jahren  Kunstausstellungen des Kölnischen Kunstvereins mit Landschaften und Bildnissen. Überliefert sind verschiedene Architekturzeichnungen, die Wilhelm Wintz 1844 von Gebäuden seiner Heimatstadt schuf, etwa vom Benesishof an der Hahnenstraße, vom Kölner Hof an der Trankgasse, vom Karmeliterkloster an der Severinstraße und vom Turm der Kirche Klein St. Martin.

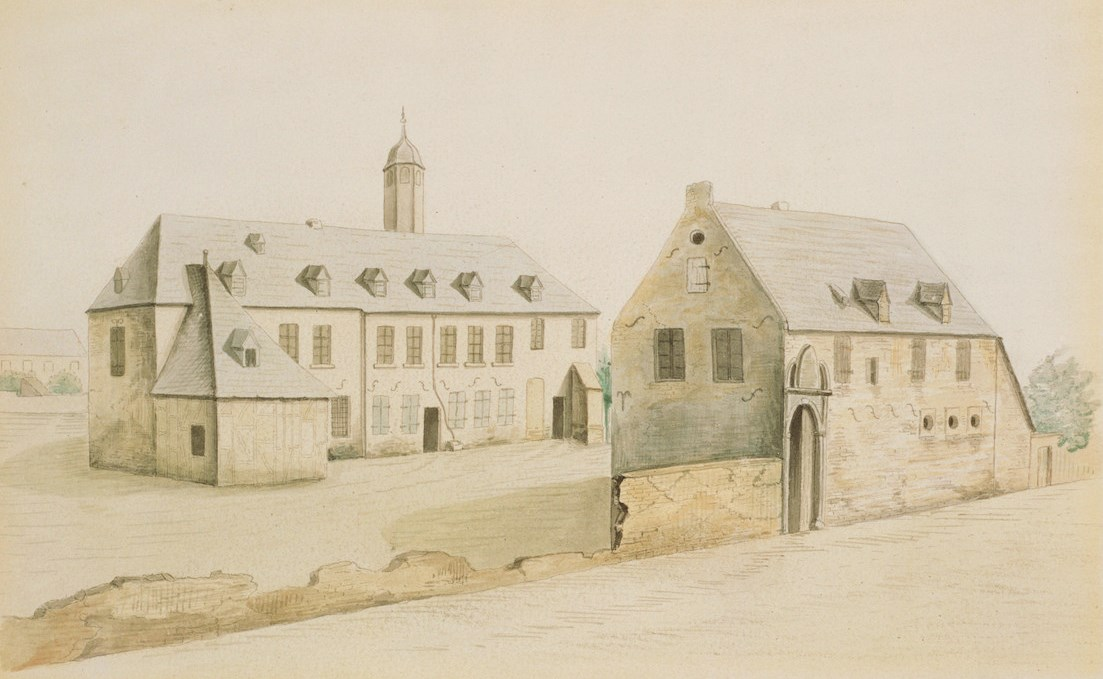
Benesishof an der Hahnenstraße, 1844
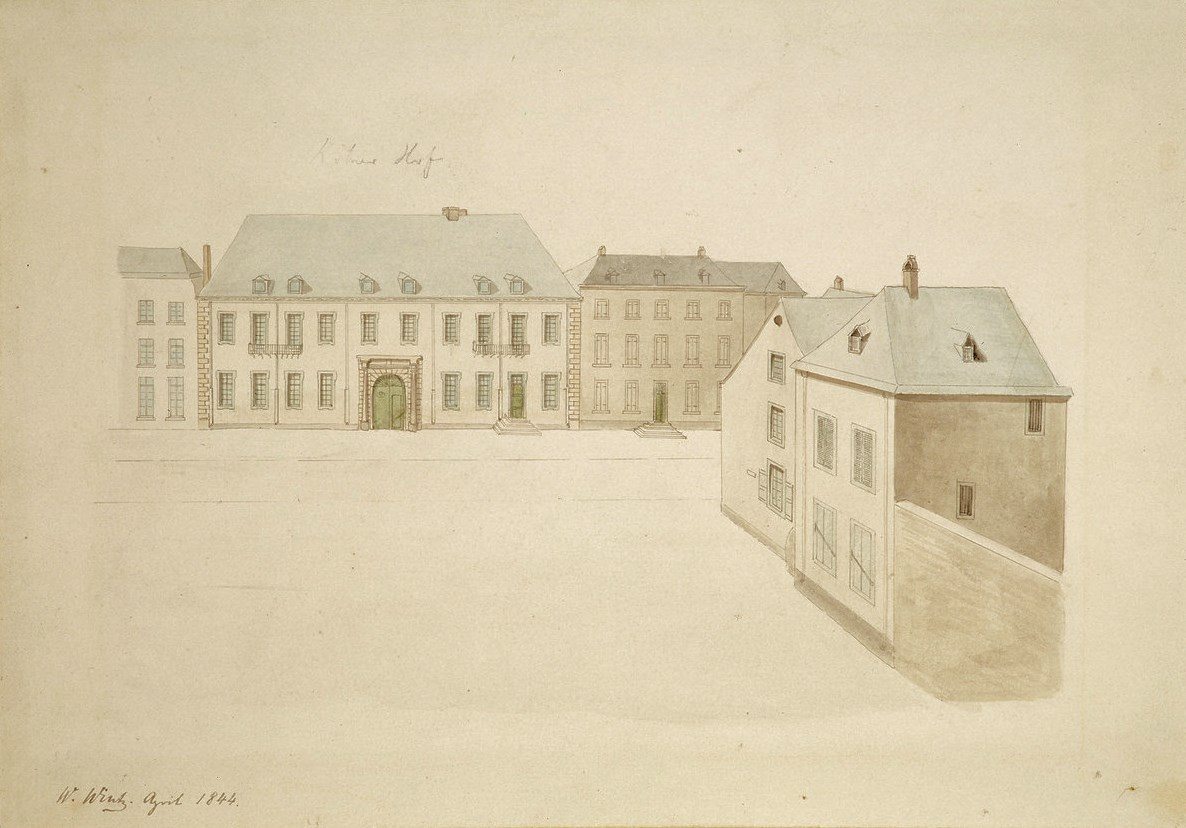
Kölner Hof an der Trankgasse, 1844
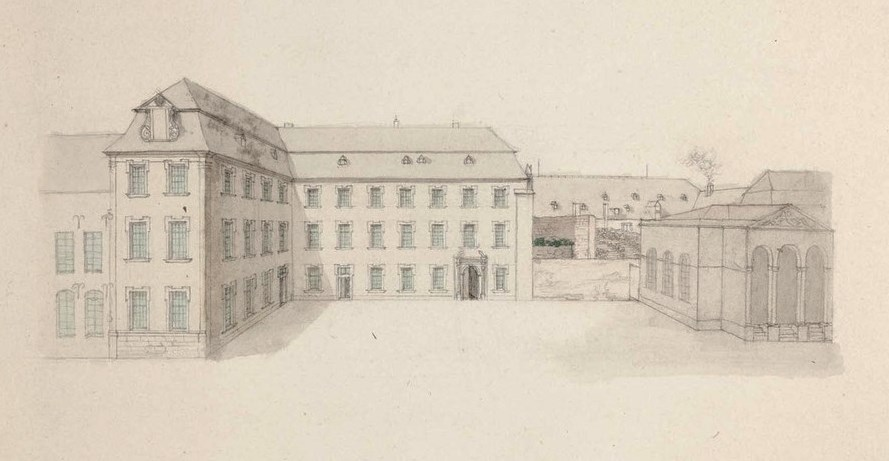
Karmeliterkloster an der Severinstraße, 1844
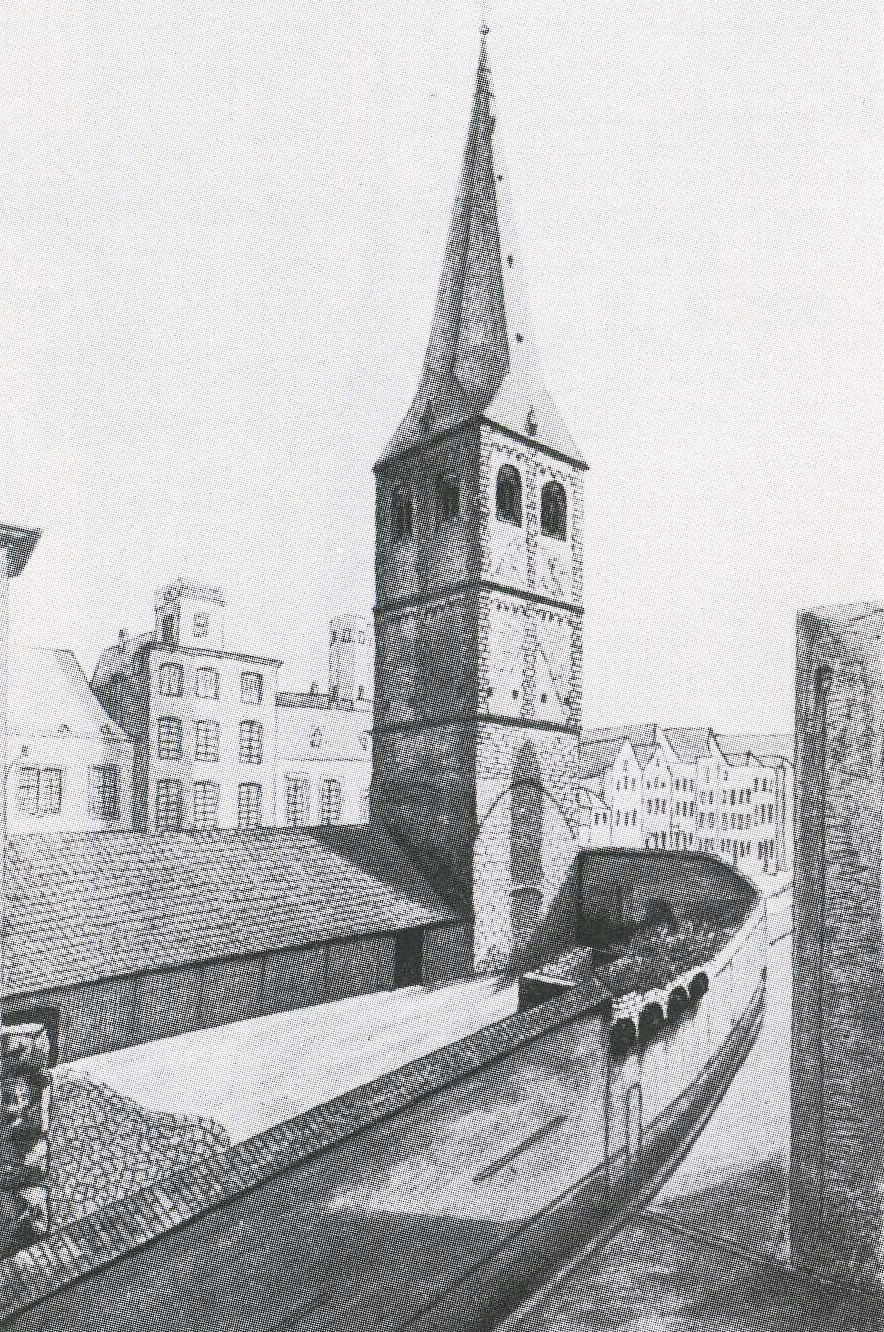
Klein St. Martin, 1844

1846 schrieb sich Wintz zum Studium der Malerei an der Kunstakademie Düsseldorf ein. Dort war er Schüler der Landschafterklasse von Johann Wilhelm Schirmer, der seine Leistungen als „mittelmäßig“ einstufte. Wintz verließ die Düsseldorfer Akademie bereits nach dem 1. Quartal des Schuljahres 1846. 1847 wurde sein Sohn Charles geboren.
Wintz wanderte 1849 nach Frankreich aus, wo er viel umherreiste und mit der Schule von Barbizon in Berührung kam. In Rémilly (Moselle) wurde er Schüler des Tiermalers Auguste Rolland (1797–1859). Dort vermählte er sich 1856 Anne Chapelier (* 1826). Mit ihr nahm er einen Wohnsitz in Paris und stellte seine pastoralen Landschafts- und Tierbilder im Salon aus. Am 27. Oktober 1860 ließ er sich im Sekretariat des Département de la Seine ein „système de stéréoscope à sujets animés et à effets dioramiques“ patentieren. 1872 beantragte und bekam er die französische Staatsbürgerschaft. 1875 starb seine Frau Anne in Neuilly-sur-Seine. Am 20. Januar 1876 heiratete er in Paris Marie Pauline Laffrat (* 1842), die zwei Kinder gebar (1876, 1881).
Wintz war Mitglied der Société astronomique de France. 1899 verstarb er im 8. Arrondissement von Paris. Sein Enkel Raymond Wintz (1884–1956) war ein bekannter Marinemaler.